# Абурі
Абурі (Aburria aburri) — вид куроподібних птахів родини краксових (Cracidae).

## Поширення
Вид поширений на північних і центральних схилах Анд від північно-західної Венесуели (де зараз дуже рідкісний) через Колумбію (локально поширений, але загалом рідкісний) та Еквадор до південного Перу. Він майже напевно вимер на західному схилі Анд. Його природне середовище проживання — вологий гірський ліс і узлісся, а також трапляється у вторинних лісах.

## Опис
Це великий птах завдовжки 72,5-81,5 см та вагою близько 1,2-1,6 кг. Має чорне оперення з ефектними яскравими відблисками від бронзово- оливково-зеленого до блакитного кольору на спині та грудях. Гребінець помірно витягнутий. Горло вкрите пір'ям, за винятком невеликої ділянки оголеної шкіри, з якої звисає довгий карункул округлої форми жовтуватого кольору. Цей карункул сягах до 25-50 міліметрів і прикрашений пучком чорних щетинок біля основи і кількома жорсткими пір'їнами на його кінці. Основа дзьоба і ділянка навколо очей яскраво-блакитно-бірюзові. Очі темно-коричневі, на ноги яскраво-жовті.

## Спосіб життя
Трапляється поодинці, парами або невеликими сімейними групами по три-чотири особини. Живе на деревах у середньому ярусі лісу. Він воліє залишатися серед густого листя, де його дуже важко помітити. Однак у сезон гніздування абурі стає дуже галасливим, тому його дуже легко знайти. Живиться плодами дерев.
У Перу період гніздування триває з вересня по березень. Гніздо ніколи не було описано. Є кілька зразків яєць у музеях. Вони брудно-білого кольору і є більш гладкими, ніж у більшості інших краксів. Вони мають розмір 66 на 51 мм.